# 御領村
御領村（ごりょうむら）は熊本県の天草諸島、天草下島に存在していた村。

## 歴史
- 1889年（明治22年）4月1日 - 町村制の施行に伴い、単独で自治体を形成。
- 1955年（昭和30年）5月1日 - 御領村が二江町、鬼池村、手野村、城河原村と合併して五和町が発足。

## 村長
- 池田泰親
- 原田雪松